# Slaget om Malaya
Slaget om Malaya var en konflikt mellem de britiske Commonwealth styrker, bestående af britiske, indiske, australske og malaysiske styrker, og den kejserlige japanske hær fra 8. december 1941 indtil 31. januar 1942 under 2. verdenskrig.
Angrebet på halvøen blev indledt samtidig med angrebet på Pearl Harbor (på grund af datolinien midt i Stillehavet var det allerede 8. december i Britisk Malaya).
| Historie | Spire Denne historieartikel er en spire som bør udbygges. Du er velkommen til at hjælpe Wikipedia ved at udvide den. |